# مقهى الزهاوي

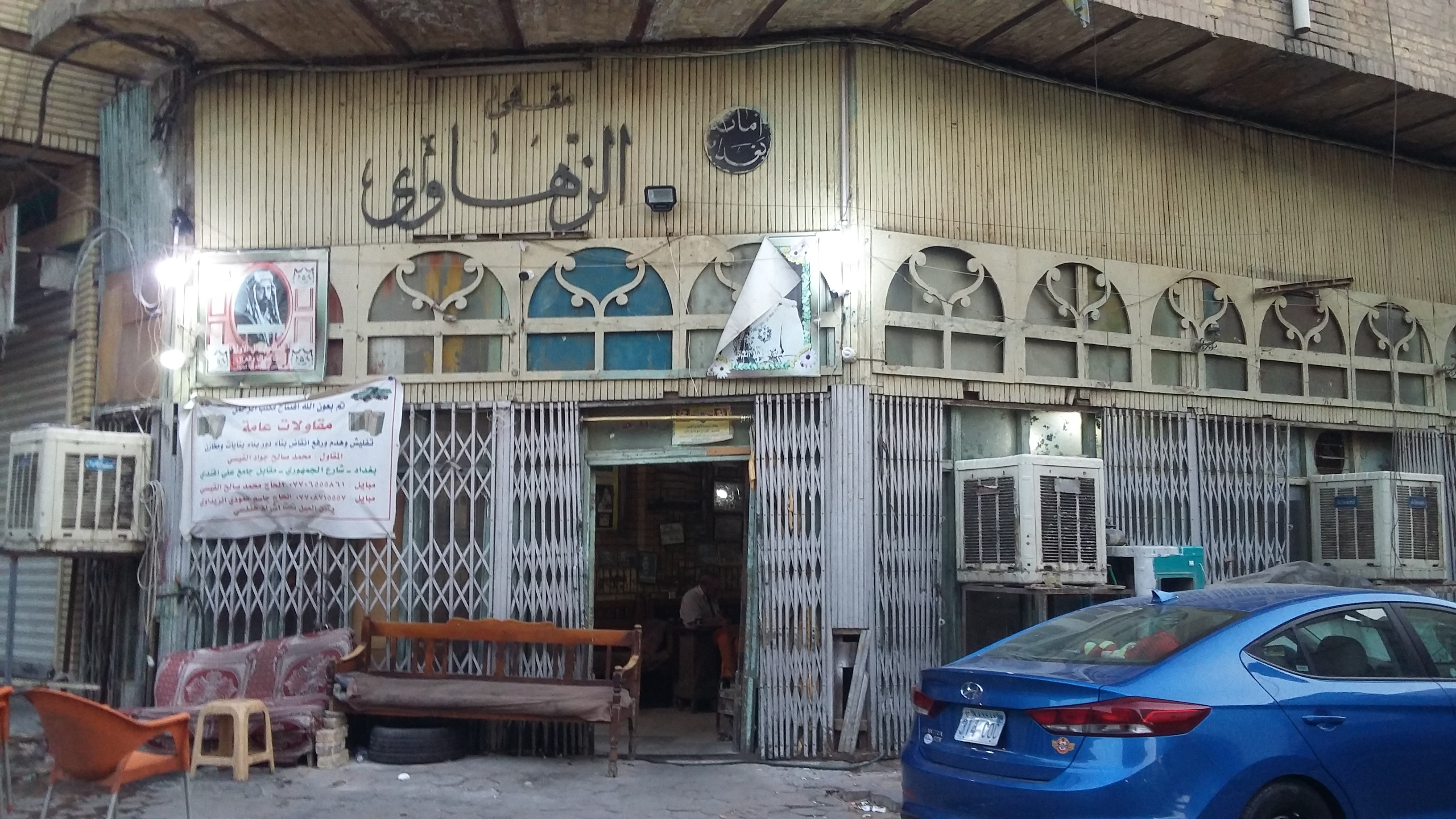
مقهى الزهاوي ببغداد

مقهى الزهاوي أو قهوة الزهاوي هو مقهى في بغداد، يقع بين ساحة الميدان وجامع الحيدرخانة. تأسس المقهى سنة 1917 م. سميت على اسم الشاعر جميل صدقي الزهاوي.